# Alicja Hohermann
Alicja Hohermann, także Hohrman (ur. 1902 w Warszawie, zm. 1943 w Auschwitz II – Birkenau) – polska malarka żydowskiego pochodzenia.

## Życiorys
Urodziła się w 1902 roku w Warszawie, w majętnej rodzinie żydowskiej. Według niektórych źródeł studiowała w warszawskiej Szkole Sztuk Pięknych, według innych kształciła się w prywatnej szkole Konrada Krzyżanowskiego. Przebywała przez pewien czas w Berlinie, gdzie pracowała dla teatrów, po czym przeniosła się do Paryża, gdzie kontynuowała naukę oraz wystawiała swoje prace podczas Salonów, m.in. Salonu Niezależnych i Jesiennym. Wystawiała swoje prace także w Żydowskim Towarzystwie Krzewienia Sztuk Pięknych w Warszawie; jako jedna z nielicznych kobiet prezentowała tam swoje prace w ramach wystaw indywidualnych, a nie zbiorowych. Jej prace były wystawiane również w Londynie i Nowym Jorku.
Podczas II wojny światowej została aresztowana podczas próby przekroczenia granicy francusko-hiszpańskiej. Wywieziono ją do obozu przejściowego w Drancy, a następnie deportowano do Auschwitz II – Birkenau, gdzie zginęła.

## Twórczość
Pod względem formalnym jej twórczość była bliska pracom Marie Laurencin i Alicji Halickiej. Oprócz malarstwa, zajmowała się również ilustracją (stworzyła grafiki do Cent ans de la mode parisienne) i projektowaniem dekoracji i kostiumów teatralnych (m.in. dla teatru Comédie des Champs Elysées). W jej twórczości można znaleźć echa belle époque połączone z elementami awangardy, w tym kubizmu. W latach 30. malowała przede wszystkim stylizowane postacie kobiece i tematy religijne.

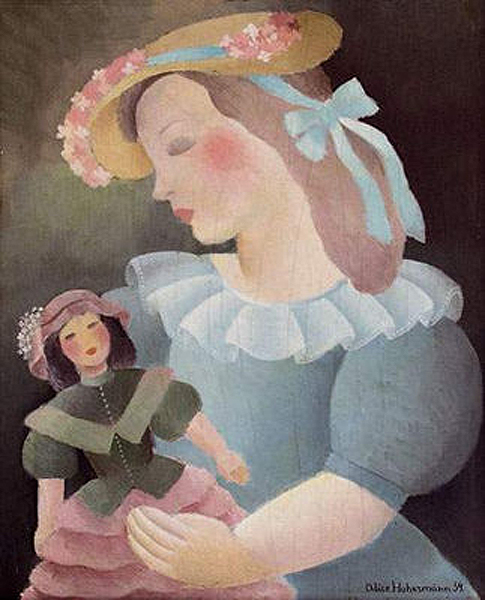
Dziewczynka z lalką 1934
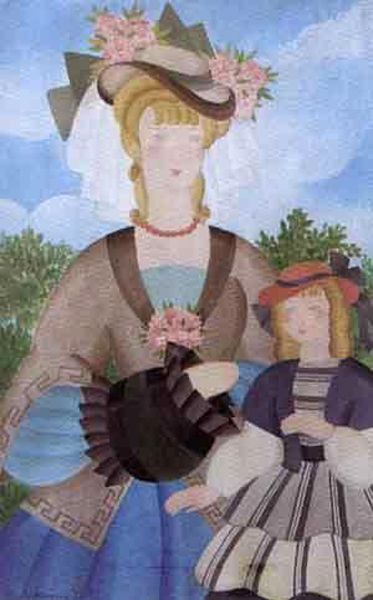
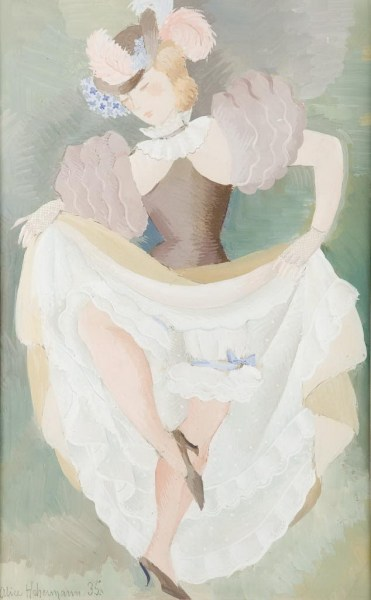
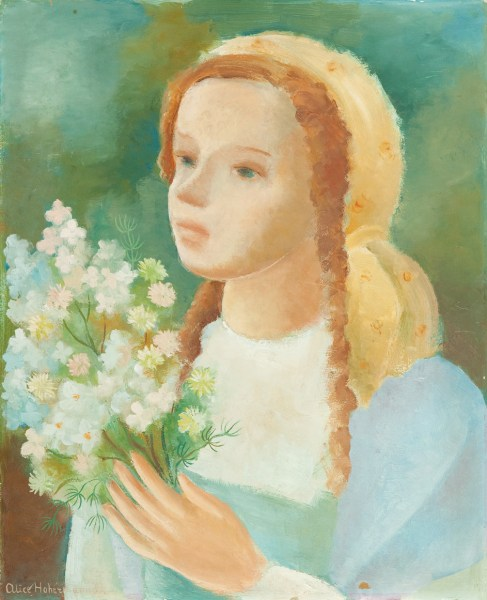
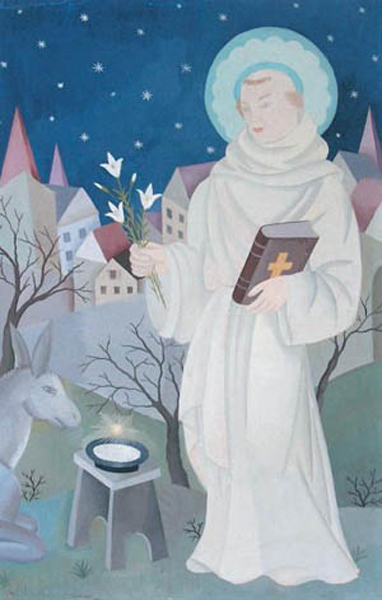